# Cephalopholis urodeta
Vieille aile noire, Loche urodèle
Espèce
Synonymes
- Cephalopholis urodela (Valenciennes, 1828)
- Cephalopholis urudelus (Valenciennes, 1828)
- Epinephelus erythaeus (Valenciennes, 1830)
- Epinephelus playfairi Bleeker, 1879
- Epinephelus playfayri Bleeker, 1879
- Epinephelus urudelus (Valenciennes, 1828)
- Perca urodeta Forster, 1844
- Perca urodeta Forster, 1801
- Serranus erythraeus Valenciennes, 1830
- Serranus mars De Vis, 1884
- Serranus mauritiae Gudger, 1829
- Serranus urodelus Valenciennes, 1828

Statut de conservation UICN

 LC  : Préoccupation mineure
Cephalopholis urodeta, communément nommé Vieille aile noire ou Loche urodèle, est une espèce de poisson marin de la famille des Serranidae.

## Description
Sa taille maximale est de 28 cm.

## Répartition
La Vieille aile noire est présente dans les eaux tropicales de l'Indo-Pacifique, Mer Rouge exclue.